# Vandhul
Et vandhul er en lavning i jordoverfladen, der er vedvarende dækket af vand. Sådanne vandhuller kan dannes dels ved naturens egne processer, dels ved menneskelige indgreb fx i form af gadekær, mergelgrave, tørvegrave eller lignende.
Vandhuller kan ifølge sagens natur have mange ulige udformninger og størrelser, og disse forhold sammen med de vilkår, der betinges af omgivelserne, hvori vandhullet ligger, gør, at vandhullets karakter, dets temperaturforhold, vandets kemiske sammensætning, plante- og dyreliv vil være meget uens for ulige vandhuller.
Vandhuller kan være skabt med bestemte formål for øje så som vanding af husdyr, som branddamme og lignende.

## Temperaturforhold
Jo dybere, et vandhul er, desto større er de temperaturforhold, der findes. Det skyldes, at de øverste vandlag er mere udsatte for den påvirkning, som lufttemperaturen har (og dermed tillige svingningerne heri), hvorimod de dybere vandlag er mindre udsatte.
Meget lavvandede vandhuller vil kunne bundfryse om vinteren.

## Vandets kemiske forhold
De kemiske forbindelser, der findes i vandet i vandhuller, skyldes påvirkning fra omgivelserne i form af de forbindelser, der kommer sammen med det tilstrømmende vand. Det betyder, at hvis der eksempelvis anvendes kunstgødning, vil en del af dette kunne udvaskes og blive bragt med vandet til det vandhul, hvortil vandet har tilløb.

## Plante- og dyreliv
Det er umiddelbart indlysende, at det plante- og dyreliv, der kan trives i et vandhul, beror på de vilkår, der er i dette, således de kemiske forhold, temperaturforhold og lysforhold.

## Menneskelig udnyttelse
Mennesker her udnyttet vandhuller i flere århundreder f.eks. som karpedam, opdræt af foder, branddam, forskning og landbrug.
For bare 60-70 år siden havde vandhullerne en meget stor betydning for den daglige drift og vandforsyning indenfor landbruget. Til det enkelte vandhul var ofte knyttet mange funktioner.
Vandhullerne blev primært anvendt til kvægvanding. Men vandhullerne havde også funktion som en eksistentiel ejendomsforsikring: en branddam. Herudover blev de anvendt til at "vande" vognhjul på de mange forskellige vogne, der var knyttet til gården. De gamle trævognhjul tørrede med tiden ud og for at fastholde meder, spændebånd mm. kørtes vognen ud i vandhullet, da vandet her udvidede træet og således "spændte" hjulene op igen. Denne funktion krævede mindst én side, der var meget flad langt ud i vandhullet. Her skulle vognen kunne køre.
Ligeledes blev der gravet mergel til jordforbedring, hvilket også krævede lave, fremkommelige sider til vognen med mergel. Oftest fyldtes mergelgraven med tiden med vand.
Med års mellemrum rensede man vandhullet op for kvæggødning. Således sikrede man rent drikkevand til kreaturerne. Dette rene vand gav ikke meget næring til andemad og anden flydende (og skyggende) vegetation. Hermed kunne solen frit skinne ned til bunden af vandhullet, hvilket medførte en passende høj vandtemperatur og gode betingelser for udviklingen af bl.a. haletudser.
Hver enkelt gård havde et eller flere vandhuller, som en del af "driften", og mange marker hver sin mergelgrav..
Disse lavvandede vandhuller, til brug for mergel, kvæget og "hjulvanding", tørrede selvsagt af og til ud sidst på sommeren. Udtørringen slog alle vandlevende rovdyr ihjel, heriblandt fisk, vandkalvelarver og guldsmedelarver. Dette sikrede således næste forårs paddeyngel mod disse farer. Udtørringen betød jo intet for haletudserne, da de på dette tidspunkt var gået på land!
En anden type vandhul, som blev skabt af mennesker var tørvegraven. I moser og enge med et tykt humuslag, blev der gravet/skåret tørveklyner, til brug som brændsel. Disse tørvegrave var lumske og som regel meget dybe og stejle, men det var fine levesteder for padder. Størstedelen af Danmarks større moser og enge har været anvendt til tørvegravning helt op til efter 2. verdenskrig, og endnu i dag kan man stadig se de karakteristiske, kvadratiske tørvegrave ligge spredt rundt i moserne. I dag er de dog oftest tilgroet med pil og birk.
Alle disse menneskeskabte vandhuller, branddamme, gadekær, mergelgrave, tørvegrave var udelukkende lavet af driftsmæssige hensyn, men som en utrolig sidegevinst gavnede alle funktionerne padderne.
Der var således, med andre ord, suveræne forhold for padder/tudser i Danmark for bare små 60 år siden.
I dag er alle de ovennævnte funktioner uden betydning for livet på landet. Kvæget får i dag oftest vand fra drikkekopper/eller mulepumper. Moderne kvægbrug indebærer ikke nødvendigvis, at dyrene går ud på græs. Der anvendes ikke længere gamle træhjul på vognene. Jordforbedringen købes i 40 kilos NPK-sække, og branddammen er ikke længere livsnødvendig for sikkerheden. Grøfterne er blevet erstattet af nedgravede drænrør. I stedet for tørv anvendes olie og andre former for brændsel.
Fra starten af 1950'erne blev vandhullerne derfor overflødige, og man begyndte at bruge dem som gode lossepladser, hvor affald mm. lynhurtigt og nemt forsvandt fra "jordens overflade": Man fyldte vandhullerne op. De vandhuller, som ikke blev fyldt op, var nu oftest helt uden egentlig funktion, og de groede derfor hurtigt til med bl.a. pil og tagrør, da de ikke længere blev oprenset eller afgræsset. I andre tilfælde, hvor der var tale om et lille lavvandet vandhul, var det meget nemt at bortdræne hullet og inddrage området i dyrkningsfladen. Ved at sammenligne et tilfældigt udsnit af landbrugslandet fra starten af 1900-tallet med landskabet i dag, vil man således se, at over 50% af alle vandhuller er væk.
For de resterende vandhuller er den dynamik, der tidligere påvirkede vandhullet, således fuldstændig ophørt. En dynamik, som sikrede rene, lavvandede solskinsåbne vandhuller, der indimellem tørrede ud. De bedste levesteder for padderne var nu grusgrave, som sikrede rent vand og dynamik. Således finder man ofte i dag de største koncentrationer af padder nær ekstensive grusgravsområder. Det blev i slutningen af halvfjerdserne på mode at udsætte fisk i disse rene søer, der blev omdannet til såkaldte Put and Take fiskevande. Hermed blev en stor del af disse sidste "refugier" ødelagt som levested for padder.

## Vandhullers rolle i dag
I de få tilfælde, hvor vandhullerne har en funktion i dag, drejer det sig primært om at forbedre jagten eller evt. om at have mulighed for at fange krebs eller fisk på ejendommen. For at forbedre andejagten fodrer man ofte med korn m.m. direkte i vandhullet. Foderet i sig selv er gødning og medfører hurtig tilgroning af vandhullet. Fodring medfører samtidig et unaturligt stort antal af ænder i vandhullet. Dette medfører direkte gødningstilførsel fra ændernes klatter osv.
For at undgå at vandhullet helt gror til i tagrør, graves vandhullerne ofte stejle og dybe. Således forsvinder muligheden for udtørring og de vandlevende rovinsekter og fisk kan etablere sig permanent og lokalt danne store bestande. Endelig plantes der ofte træer om vandhullet for at skabe et gode andeskjul eller vildtremiser for fasaner, råvildt mm. Dette medfører skygning af vandhullet, og dermed at vandhullerne bliver for kolde til at paddeynglen kan udvikle sig. Krebs og fisk hører til i søer og ikke i små vandhuller. Krebs og fisk æder gerne paddeæg og haletudser og medfører direkte at paddebestanden uddør.